# Dirty Diana
Dirty Diana – singel z albumu Michaela Jacksona z 1987 roku zatytułowanego Bad. To piąty i zarazem ostatni singel z tej płyty, który dotarł do 1. miejsca na liście Billboard Hot 100.
„Dirty Diana” była wykonywana na żywo tylko w trasie Bad World Tour.
W udzielanych wywiadach Jackson wielokrotnie zaprzeczał jakoby tytułowa Diana była odpowiednikiem jego wieloletniej przyjaciółki i opiekunki z lat istnienia The Jackson 5 oraz The Jacksons – Diany Ross.

## Informacje o utworze
Po sukcesie „Beat It” nagranego z gitarzystą rockowym Eddiem Van Halenem, Jackson zatrudnił Steve’a Stevensa do pracy przy kolejnym utworze z rockowym brzmieniem. Stało się to utrwaleniem niepisanej tradycji, wedle której Jackson na każdym kolejnym albumie zamieszczał jeden rockowy utwór ze znanym gitarzystą:
- „Beat It” z albumu Thriller z Eddiem Van Halenem
- „Dirty Diana” z albumu Bad ze Steve’em Stevensem
- „Give In to Me” z albumu Dangerous ze Slashem
- „D.S” z albumu HIStory ze Slashem
- „Whatever Happens” z albumu Invincible z Carlosem Santaną
- „Privacy” z albumu Invincible z Michaelem Thompsonem
- „(I Can’t Make It) Another Day” z albumu Michael z Lennym Kravitzem

## Lista utworów

### Wydanie oryginalne
| 1. | „Dirty Diana”                         | 4:42  |
|    |                                       |       |
| 2. | „Dirty Diana” (Instrumental on Vinyl) | 4:42  |
|    |                                       |       |
|    |                                       | 09:24 |
|    |                                       |       |

### Visionary
CD
| 1. | „Dirty Diana”                | 4:42  |
|    |                              |       |
| 2. | „Dirty Diana” (Instrumental) | 4:42  |
|    |                              |       |
|    |                              | 09:24 |
|    |                              |       |
DVD
1. „Dirty Diana” (teledysk)

## Informacje szczegółowe
- Słowa, muzyka i aranżacja: Michael Jackson
- Produkcja: Quincy Jones i Michael Jackson
- Wokale: Michael Jackson
- Aranżacja rytmiczna: Michael Jackson, John Barnes i Jerry Hey
- Aranżacja syntezatorów: Michael Jackson, Quincy Jones i John Barnes
- Aranżacja smyczków: John Barnes
- Aranżacja wokalna: Michael Jackson
- Solo gitarowe: Steve Stevens